# Оши о Боа
Оши о Боа (фр. Auchy-au-Bois) насеље је и општина у североисточној Француској у региону Север-Па д Кале, у департману Па де Кале која припада префектури Béthune.
По подацима из 2011. године у општини је живело 471 становника, а густина насељености је износила 110,3 становника/km². Општина се простире на површини од 4,27 km². Налази се на средњој надморској висини од 89 метара (максималној 110 m, а минималној 61 m).

## Демографија
| 1962. | 1968. | 1975. | 1982. | 1990. | 1999. | 2011. |
| ----- | ----- | ----- | ----- | ----- | ----- | ----- |
| 496   | 504   | 481   | 424   | 387   | 414   | 471   |

График промене броја становника у току последњих година